# Rhampholeon nebulauctor
Espèce
Statut de conservation UICN

 VU D2 : Vulnérable
Rhampholeon nebulauctor est une espèce de sauriens de la famille des Chamaeleonidae.

## Répartition
Cette espèce est endémique de la province de Zambézie au Mozambique. Elle se rencontre dans le massif du mont Chiperone.

## Publication originale
- Branch, Bayliss & Tolley, 2014 : Pygmy chameleons of the Rhampholeon platyceps compex (Squamata: Chamaeleonidae): Description of four new species from isolated 'sky islands' of northern Mozambique. Zootaxa, no 3814 (1), p. 1–36.